# لوسيو أماليو
لوسيو أماليو (بالإيطالية: Lucio Amelio)‏ هو تاجر أعمال فنية وممثل إيطالي، ولد في 13 سبتمبر 1931 في نابولي في إيطاليا، وتوفي في 2 يوليو 1994 في روما في إيطاليا.

## وصلات خارجية
- لوسيو أماليو على موقع IMDb (الإنجليزية)
- لوسيو أماليو على موقع ألو سيني (الفرنسية)
- لوسيو أماليو على موقع أول موفي (الإنجليزية)
- لوسيو أماليو على موقع قاعدة بيانات الفيلم (الإنجليزية)
- لوسيو أماليو على موقع كينوبويسك (الروسية)